# Miha Zarabec
Miha Zarabec, slovenski rokometaš, * 12. oktober 1991, Novo mesto, Slovenija.  
Zarabec igra na položaju srednjega zunanjega, torej organizatorja igre. Kljub manjši postavi ali pa ravno zaradi nje velja za izredno hitrega ter spretnega igralca, ki je nevaren v prodiranju. Svojo rokometno kariero je začel v domačem klubu Trimo Trebnje, od tam pa je odšel v štajerski RK Maribor Branik. Bil je član kluba Celje Pivovarna Laško, nato pa ga je pot popeljala v tujino, v nemški THW Kiel. Zadnji dve sezoni igra za poljskega prvaka Orlen Wisla Plock. Od leta 2015 je član selekcije Slovenije. 

## Igralna kariera

### Klub

#### Do 2012: Trimo Trebnje
Za RK Trimo Trebnje je odigral dve evropski sezoni med letoma 2008 in 2010. V sezoni 2008-09 je igral v pokalu pokalnih zmagovalcev. V sezoni 2009-10 je sodeloval v pokalu EHF in dosegel 10 zadetkov. V tem tekmovanju so se prebili v četrti krog kjer jih je porazil španski Aragon iz Zaragose. Mihovi soigralci so takrat bili poleg drugih tudi Sebastian Skube, Staš Skube in David Miklavčič, ki so vsi kasneje še napredovali v svoji rokometni karieri. 

#### 2012-2014: Maribor
Za RK Maribor Branik je odigral dve sezoni med letoma 2012 in 2014. Obakrat je nastopal tudi v evropskem tekmovanju, in sicer v pokalu EHF. V evropski sezoni 2012-13 je dosegel 42 zadetkov, prebili pa so se vse do četrtfinala, kjer jih je porazilo moštvo Goppingen, ki je na dveh izenačenih tekmah slavilo za vsega en zadetek. Na zadnji odločilni tekmi je Zarabec zadel kar devetkrat, a je bilo vseeno premalo.

#### 2014-2017: Celje
Od leta 2014 je član Celjanov. Tja je prišel kot zamenjava za dva organizatorja, ki sta odšla. To sta bila Sebastian Skube in Mate Lekai. V sezoni 2014-15 je prvič igral v Ligi prvakov in dosegel skupaj kar 54 golov. Na koncu sezone 2014-15 slovenskega prvenstva je bil izbran za najboljšega igralca lige. V sezoni lige prvakov 2015-16 je na enajstih tekmah zabil 33 golov. Največ zadetkov na posamezni tekmi te evropske sezone je dosegel 21. novembra 2015 na domačem srečanju proti Veszpremu, ko je ob porazu s 28 proti 34 zabil šest golov.

#### 2017-2023: Kiel
Aprila 2017 je eno leto pred potekom pogodbe z Celjani za odškodnino podpisal za severnonemški klub Kiel, ki je po lovorikah najuspešnejši med nemškimi klubi. Za novega delodajalca je prvič zaigral v sezoni 2017-18. Januarja 2018 je z njimi pogodbo podaljšal še za eno leto, torej za sezono 2018-19. V prvih 32 tekmah je dosegel 60 zadetkov. S klubom je postal 3-kratni nemški prvak, osvojil pa je tudi 2 naslova zmagovalca pokala DHB in 3 naslove zmagovalca DHB superpokala. Leta 2019 je z zebrami osvojil pokal EHF, leta 2020 pa je pridobil še prestižni naslov zmagovalca EHF Lige prvakov.

### Reprezentanca
V izbrano vrsto Slovenije ga je leta 2015 vpoklical selektor Veselin Vujović. Prvič je nastopil na kvalifikacijski tekmi na gostovanju proti Slovaški 10. junija 2015 in ob zmagi s 26 proti 20 dosegel svoja prva dva zadetka.
V selekciji je bil na obeh največjih tekmovanjih v letu 2016, najprej na Evropskem prvenstvu 2016, ter nato še na Olimpijskih igrah v Riu.
Januarja 2017 je igral na SP 2017 v Franciji.  Tam je bil med tistimi, ki so si prislužili osvojeno bronasto medaljo, prvo slovensko na svetovnih prvenstvih. Sam je za ekipo prispeval 17 zadetkov na sedmih odigranih tekmah, od teh enega na odločilni tekmi za bron.